# Neomariania rebeli
Neomariania rebeli ist ein Schmetterling aus der Familie der Stathmopodidae.

## Merkmale
Die Falter erreichen eine Flügelspannweite von 8 bis 14 Millimeter. Der Kopf ist fahl ockerfarben und bräunlich gesprenkelt. Die Fühler glänzen bräunlich grau und sind an der Basis undeutlich geringelt. Sie sind ebenso lang wie die Vorderflügel. Thorax und Tegulae sind fahl ockerfarben und braun durchmischt. Die Vorderflügel sind fahl ockerfarben und vor allem an der Basis der Costalader graubraun gesprenkelt. Am Analwinkel befindet sich eine graubraune,  undeutliche Binde, die sich in Richtung Costalader verjüngt. Eine ähnliche Binde verläuft zwischen Analwinkel und Apex. Im Apikalbereich befindet sich ein undeutlicher Fleck. Die Fransenschuppen sind ockerfarben. Die Hinterflügel sind bei den Männchen grau und bei den Weibchen dunkelgrau. Das Abdomen glänzt grau, das Afterbüschel ist dorsal grau und ventral weiß. Die Dichte der dunkelbraunen Schuppen auf den Vorderflügeln ist variabel.
Bei den Männchen ist der Costalrand der Valven halbkreisförmig bucklig. Die Innenseite des Sacculus mit der senkrechten Ausbuchtung sind stark konvex. Der Aedeagus verjüngt sich distal leicht.
Bei den Weibchen sind die Lamellae antevaginalis distal gewinkelt. Der Ductus bursae ist fast doppelt so lang wie das Corpus bursae. Die Signa sind mehr als halb so lang wie das Corpus bursae.

### Ähnliche Arten
Neomariania partinicensis ähnelt Neomariania rebeli, unterscheidet sich aber durch die mehr ockergraue Färbung und durch die Fühler, die länger sind als die Vorderflügel.

## Verbreitung
Neomariania rebeli kommt in Portugal (einschließlich Madeira), und auf den Kanarischen Inseln vor.

## Biologie
Die Biologie der Art ist unbekannt. Falter wurden von Mitte Juli bis Mitte Oktober gesammelt.

## Systematik
Das folgende Synonym ist bekannt:
- Laverna rebeli Walsingham, 1894

## Belege
1. 1 2 3 4 5 6 7  J. C. Koster, S. Yu. Sinev: Momphidae, Batrachedridae, Stathmopodidae, Agonoxenidae, Cosmopterigidae, Chrysopeleiidae. In: P. Huemer, O. Karsholt, L. Lyneborg (Hrsg.): Microlepidoptera of Europe. 1. Auflage. Band 5. Apollo Books, Stenstrup 2003, ISBN 87-88757-66-8, S. 191 (englisch).
2. ↑  Walsingham (1894): Catalogue of the Pterophoridae, Tortricidae, and Tineidae of the Madeira Islands, with notes and descriptions of new species. Transactions of the Entomological Society of London for the Year 1894 (4): Seite 535–555.
3. 1 2  Neomariania rebeli bei Fauna Europaea. Abgerufen am 9. Mai 2012